# Mabel's New Hero
Mabel's New Hero è un cortometraggio muto statunitense del 1913 diretto da Mack Sennett.

## Trama
Mabel e Fatty sono due giovani innamorati. La storia inizia con Mabel che, nella sua casa, accoglie due amiche. Tuttavia, il loro arrivo genera imbarazzo, soprattutto quando Fatty si presenta con un bouquet di fiori da offrire alla sua ragazza. Le due amiche si divertono ad origliare il piccolo bisticcio tra i due fidanzati per poi andarsene a mare, spettegolando sulla coppia ma, lungo il cammino, incontrano Handsome Harry, un seduttore arrogante che non esita a importunarle. Non contento, Harry segue le ragazze fino alla spiaggia. Anche Fatty e Mabel decidono di recarsi alla spiaggia dove la ragazza viene disturbata dal comportamento invadente di Harry. Per difendere Mabel, Fatty arriva alle mani con Harry e il sopraggiungere di un inetto poliziotto non migliora le cose.
La vicenda si complica quando, per mettere al sicuro Mabel, Fatty la fa salire nel cesto di un pallone aerostatico. Harry, il vero responsabile della situazione, allenta intenzionalmente la corda che tiene ancorato il pallone al suolo e Mabel si ritrova a fluttuare nel cielo. Fatty, disperato, cerca di salvarla, aiutato dai maldestri Keystone Kops, ma la loro goffaggine peggiora la situazione. Nel momento più critico, Mabel dimostra di non essere una semplice damigella in pericolo: mentre i tentativi degli uomini falliscono, la ragazza si cala lungo un'altra corda del pallone e torna a terra sana e salva. Harry, disperato perché i suoi tentativi sono falliti si strappa la parrucca dalla testa mentre i poliziotti si mettono alle sue calcagna. Così, il "nuovo eroe di Mabel" non è certamente Fatty ma è chiaro che la vera protagonista della storia è Mabel, che con la sua intraprendenza e determinazione è riuscita a salvarsi da sola. I due fidanzati, comunque, si abbracciano, contenti che tutto si sia concluso per il meglio.